# Tina Cullen

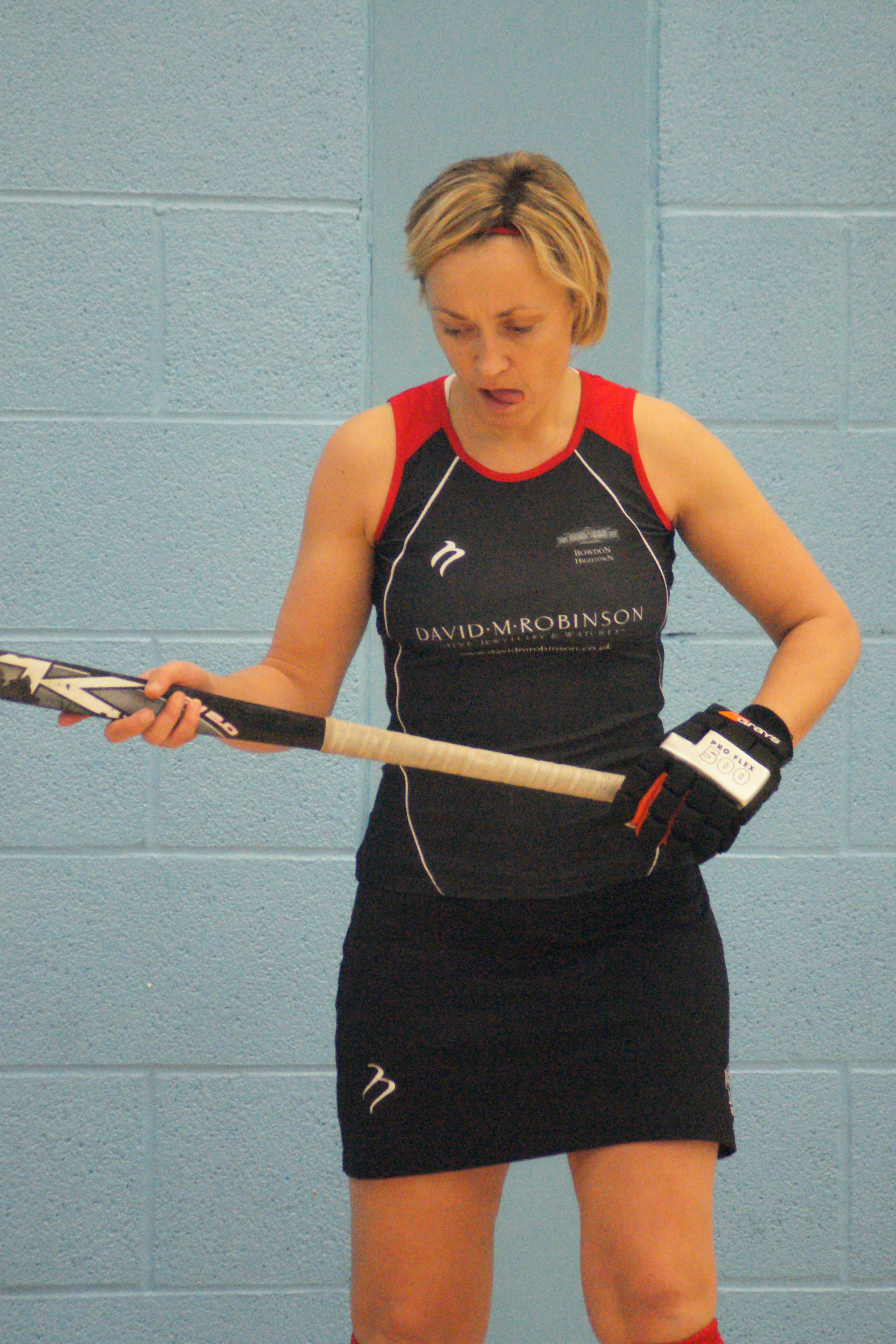
Tina Cullen

Christina „Tina“ Louise Cullen, MBE (* 1. März 1970 in Stockport) ist eine ehemalige britische Hockeyspielerin. 

## Leben
Die 1,70 m große Tina Cullen belegte mit der englischen Nationalmannschaft den neunten Platz bei der Weltmeisterschaft 1994. 1996 bei den Olympischen Spielen in Atlanta gab es nur eine Vorrundengruppe, in der jede Mannschaft gegen alle anderen spielte. Die nach der Vorrunde drittplatzierten Britinnen trafen im Spiel um Bronze auf die nach der Vorrunde viertplatzierten Niederländerinnen und unterlagen im Penaltyschießen.
Bei den Commonwealth Games 1998 in Kuala Lumpur erreichten die Engländerinnen das Finale, unterlagen dann aber den Australierinnen mit 1:8. Bei ihrer zweiten Olympiateilnahme 2000 in Sydney belegte die britische Mannschaft den achten Platz.
Tina Cullen spielte für den Hightown Hockey Club, später war sie bei diesem Verein Spielertrainerin und dann nur Trainerin sowie Spielerin in der Seniorinnenmannschaft.